# Союн
Союн (*бірм. စောယွမ်; бл. 1299 — 5 лютого 1327) — засновник й 1-й володар царства Сікайн у 1315—1327 роках. Відомий також як Атхінкхайя.

## Життєпис
Походив з роду шанських вождів. Син Тхіхатху, володаря Пінле, та Яданабон, доньки шанського старійшини села Ліньїн. Народився близько 1299 року в Пінле.1313 року після оголошення батька царем Піньї перебрався з родиною туди. Був конкурентом братів за право отримати статус спадкоємця, але програв. Також Тхіхатху не надав Союну жодної вагомої посади.
15 травня 1315 року Союн з групою послідовників вирушив до містечка Сікайн, за кілька миль на захід від Піньї, через Іраваді. Він знайшов підтримку в секті лісових ченців — арі. Скориставшись тим, щобатько не вжив жодних дій проти нього, Союн продовжував розширювати свою підтримку на півночі та укріпив Сікайн цегляною стіною, будівництво якої було завершено 26 березня 1316 року. До 1317 року відбив дві військові кампанії проти себе, спрямовані Тхіхатху. Але 1318 року самостійно визнав зверхність останнього. Того ж року створив кінне військо, що стало основою армії Сікайну.
1325 року після смерті батька оголосив про повну незалежність, скориставшись з протистоянн правителів Піньї — Узаною I і Чавсвою I. Помер Союн 1327 року. Трон спадкував його зведений брат Тараб'я I.